# Kastytis Celiesius
Kastytis Celiesius (ur. 17 lipca 1978) – litewski lekkoatleta, który specjalizował się w rzucie oszczepem.
W 1997 zwyciężył w igrzyskach bałtyckich oraz był dziesiąty podczas mistrzostw Europy juniorów. Piąty zawodnik młodzieżowych mistrzostw Europy z 1999. Brązowy medalista mistrzostw NCAA (2000).

## Osiągnięcia
| Rok  | Impreza                        | Miejsce  | Lokata      | Wynik |
| ---- | ------------------------------ | -------- | ----------- | ----- |
| 1997 | Igrzyska bałtyckie             | Kowno    | 1. miejsce  | 65,20 |
| 1997 | Mistrzostwa Europy juniorów    | Lublana  | 10. miejsce | 64,32 |
| 1999 | Młodzieżowe mistrzostwa Europy | Göteborg | 5. miejsce  | 74,67 |